# Anastasija Taranowa-Potapowa
Anastasija Walerjewna Taranowa-Potapowa (ros. Анастасия Валерьевна Потапова-Таранова; ur. 6 września 1985) – rosyjska lekkoatletka, specjalizująca się w skoku w dal i trójskoku.
Najważniejszym jej osiągnięciem jest halowe mistrzostwo Europy w trójskoku (2009).

## Największe osiągnięcia
| Rok  | Rodzaj zawodów                 | Miasto    | Konkurencja | Miejsce | Wynik   |
| ---- | ------------------------------ | --------- | ----------- | ------- | ------- |
| 2003 | Mistrzostwa Europy juniorów    | Tampere   | trójskok    | 1       | 13,61 m |
| 2004 | Mistrzostwa świata juniorów    | Grosseto  | trójskok    | 1       | 13,94 m |
| 2007 | Młodzieżowe mistrzostwa Europy | Debreczyn | trójskok    | 3       | 13,99 m |
| 2009 | Halowe mistrzostwa Europy      | Turyn     | trójskok    | 1       | 14,68 m |
| 2010 | Halowe mistrzostwa świata      | Doha      | trójskok    | 4       | 14,40 m |

## Rekordy życiowe
- hala 
  - skok w dal – 6,71 (2009)
  - trójskok – 14,68 (2009)
- stadion
  - skok w dal – 6,52 (2008)
  - trójskok – 14,40 (2009)